# Entella nebulosa
Entella nebulosa es una especie de mantis de la familia Mantidae.

## Distribución geográfica
Se encuentra en Natal y la Provincia del Cabo (Sudáfrica).